# Châteaux de Lugrin
La commune de Lugrin, située dans la communauté de communes du pays d'Évian en Haute-Savoie, possédait, au Moyen Âge, six constructions fortes dénommées soit tour, soit maison forte, soit château. Aujourd’hui, seuls trois de ces édifices subsistent ; les autres ont été détruits et sont connus uniquement par des mentions écrites ou par d’anciennes lithographies et cartes postales. En revanche, ils sont tous représentés sur la mappe sarde à l'exception de la "tour ronde".

## Les châteaux

### Le château de Blonay
Construit au bord du lac Léman et à l'ouest de Tourronde, le château de Blonay (numéro 63 de la mappe) pourrait être le plus ancien des châteaux de Lugrin. Il est improprement appelé "château de Tourronde". 
Le château est mentionné en 1320 lorsque Pierre II de Blonay y passe un acte. Il est précisé que cette tour est sa demeure. En 1429, Rodolphe et Pierre de Blonay partagent leurs biens entre leurs fils, dont la "maison forte de Lugrin". Cette tour est décrite comme une "maison forte" dans un acte datant de 1480. À cette date, elle appartient à François de Blonay. 
La maison est progressivement abandonnée par ses propriétaires, puisque vers 1850, Alfred de Bougy décrit une maison ruinée et un oratoire servant à stocker les filets de pêche. En 1858, elle est occupée par un homme originaire d'Aix-les-Bains. 
Le château est vendu en 1922 par la baronne de Blonay à Henriette de Belgique, puis entièrement reconstruit au XIXe dans le "style néo-gothique". Aujourd'hui, il abrite des appartements. 46° 22′ 44″ N, 6° 37′ 54″ E

### La maison forte de Chatillon

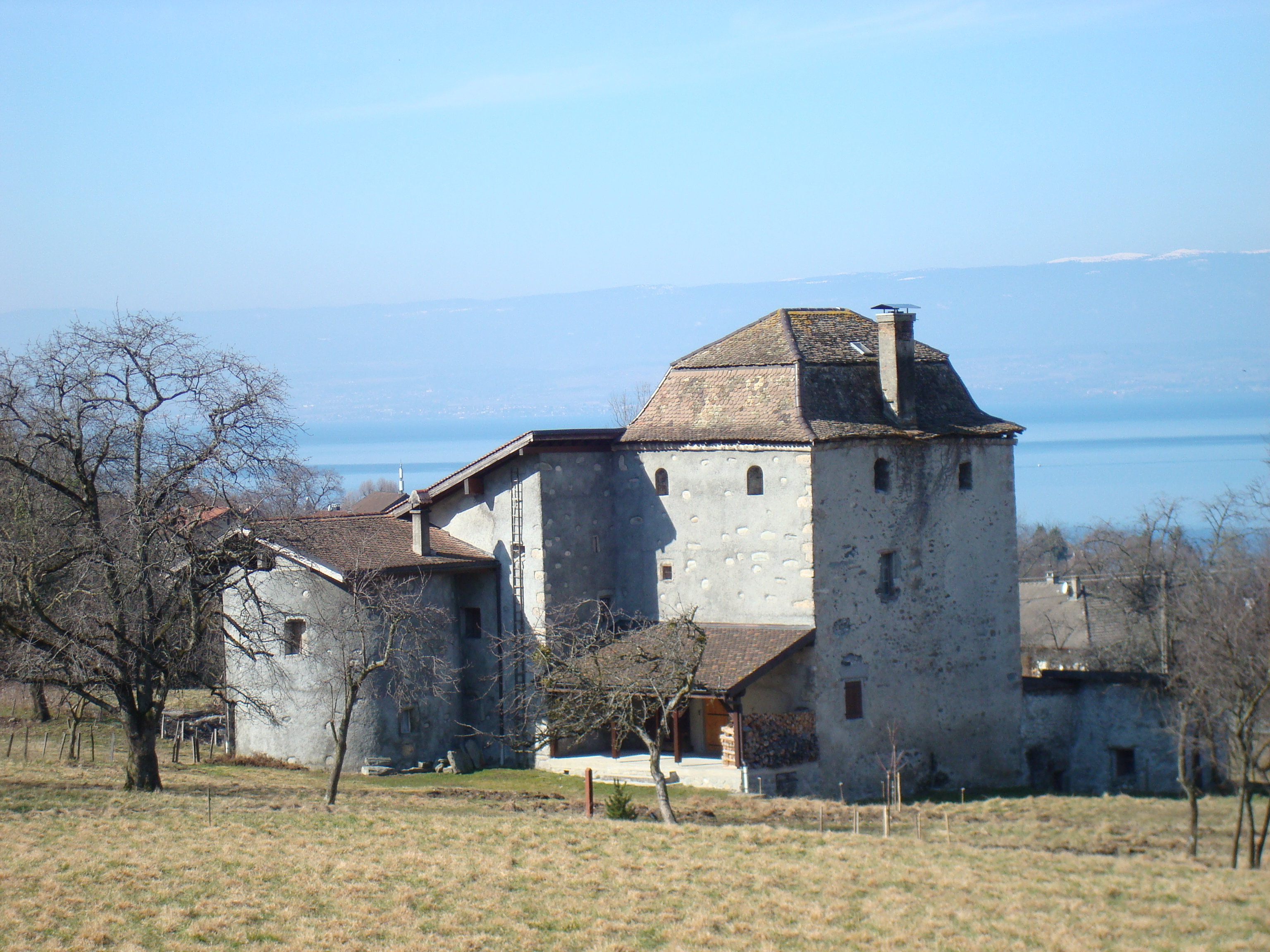
La maison forte de Chatillon

La maison forte de Chatillon (numéro 496, 497 et 498 de la mappe de Lugrin), dite "château Gaillet" du nom des propriétaires actuels, apparaît dans les textes en 1341. Elle est vendue en 1832 par son propriétaire, Charles-Albert du Noyer, à un homme originaire de Lyon, qui revend le domaine en 1856 aux frères Gaillet de Thollon. 46° 24′ 01″ N, 6° 39′ 33″ E

### La tour ronde

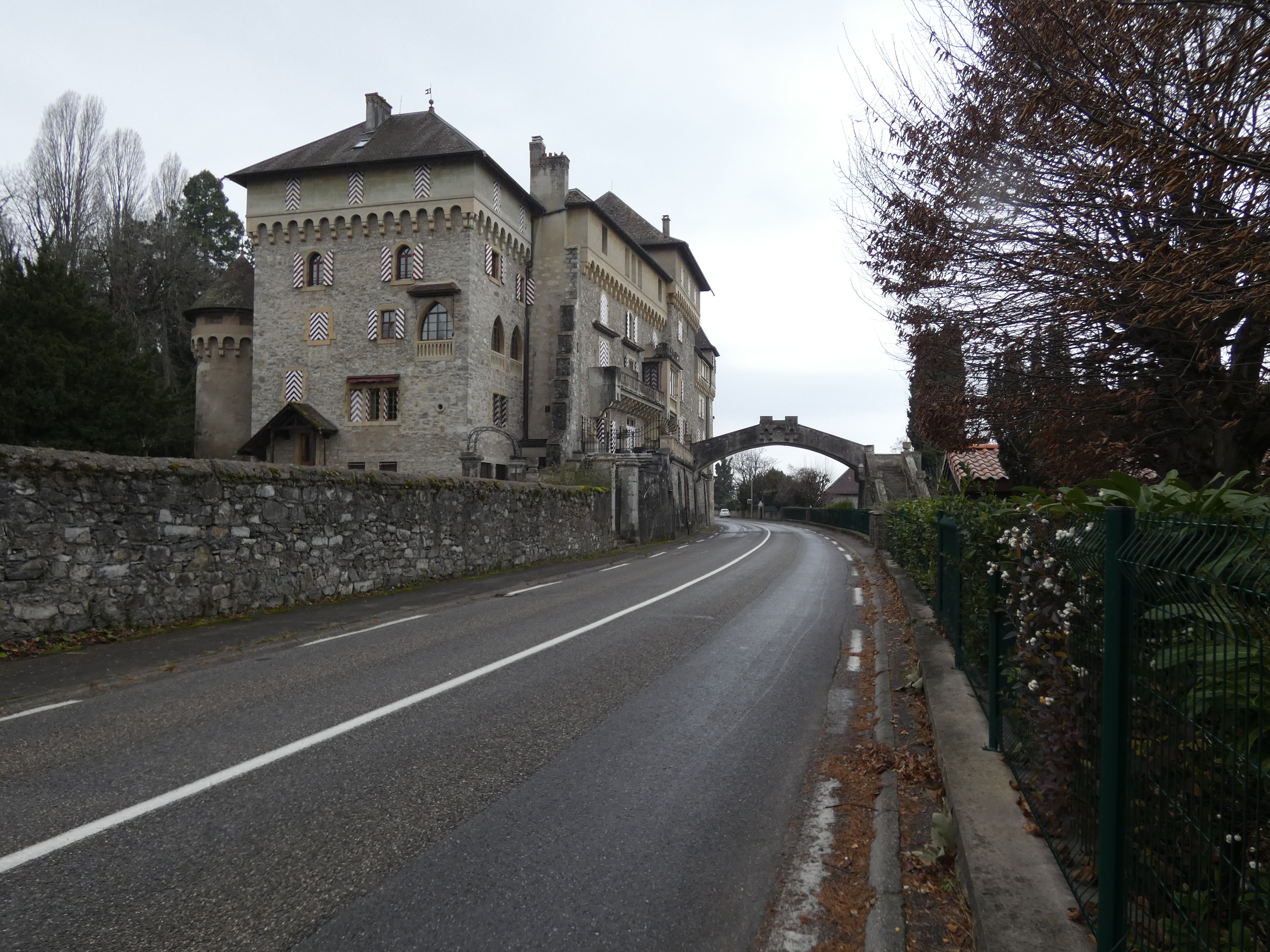
Château de Tourronde

La tour ronde de Lugrin était située au bord du lac Léman (numéro 154 de la mappe de Lugrin). Au XVIIIe s., elle appartient au prieuré de Meillerie. À cette époque, elle est qualifiée de "prison". Une description en est réalisée en 1756: elle possédait une porte et deux fenêtres, ainsi que deux planchers accessibles par des escaliers maçonnés dans les murs, mesurant sept pieds de largeur. 46° 24′ 20″ N, 6° 38′ 56″ E

### La maison forte d'Allaman

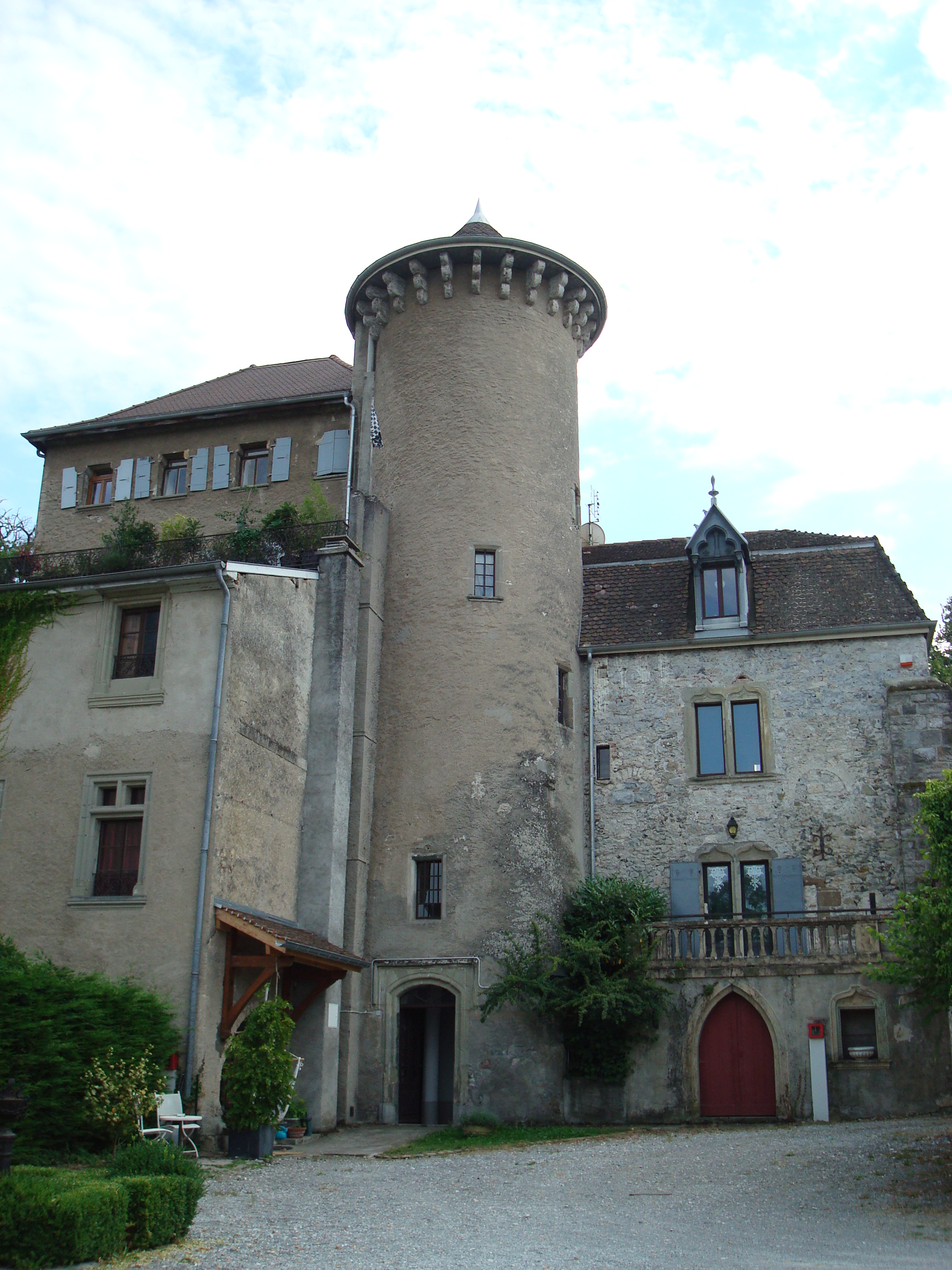
La maison forte d'Allaman

Cette maison forte (numéro 52 de la mappe) se trouve entre le château de Blonay et l'ancienne église paroissiale de Lugrin (numéro 91). Elle aurait appartenu à l'époque médiévale à la famille d'Allinges qui l'aurait vendu en 1341 à la famille de Russin. Elle-même l'aurait vendu aux du Nant d'Évian-les-Bains en 1560. Elle est mentionnée dans les archives concernant le prieuré de Meillerie pour la première fois en 1603 comme "château". 
Au XIXe siècle, la maison appartient à François Folliet d'Abondance, qui le vend en 1849 au noble Georges de Rebecque, frère de Benjamin Constant. Le nouveau propriétaire restaure les bâtiments, qui sont décrits par Alfred de Bougy comme en bon état. En 1865, c'est le vicomte Léonce Tardy de Montravel qui le rachète. 
La maison a abrité, le 20 juillet 1961, les négociations entre la France et le Front de libération nationale (Algérie). 46° 24′ 13″ N, 6° 38′ 53″ E

### La maison forte de Valliège
La première mention de cette maison dans l'armorial pourrait être la suivante: en 1371, Jean de Neuvecelle est inféodé de la "tour forte de Lugrin" avec Mermet de Flumin. En 1407, Pierre le Jeune de Neuvecelle passe un acte à Valliège. Il teste le 19 octobre 1430 dans sa maison de Valliège. Le 20 mai 1539, André de Neuvecelle passe un acte devant le "château" de Valliège. Enfin, en 1561, André donne Valliège au noble Jacques du Nant. Elle se trouvait au sud de la maison forte de Chatillon.
En 1817, le domaine est vendu par Athanase Bron d'Évian à Claude Mercier.

### La tour du Crest
Située au lieu-dit le Crêt, face à l'actuelle zone artisanale du Crêt, cette tour (numéro 254 de la mappe) est mentionnée pour la première fois dans l'armorial de Foras en 1457. À cette date, Jean de Neuvecelle du Crest de Lugrin en est le propriétaire. La propriété reste dans sa famille puisque le 16 janvier 1551, c'est André de Neuvecelle qui en est le propriétaire. En 1571, la tour a changé de propriétaire puisque c'est Jacques du Nant dit de Russin qui la possède. Son fils, Georges, amodie la maison en 1593, avant de la vendre en 1599 à Gaspard Jaquerot.
Au XVIIe siècle, c'est la famille de Loys de Bonnevaux qui possède le domaine. Mais la famille s'éteint en 1804, et la propriété est rachetée par Auguste Verdeil.
Une lithographie en a été faite dans les années 1890 et la représente ruinée. Elle est conservée aux Archives départementales de la Haute-Savoie à Annecy.